# Nahum
Nahum (hebreu: נַחוּם Naḥūm "Déu consola") fou un profeta menor que va escriure el Llibre de Nahum. Va escriure sobre el final de l'Imperi assiri, i la seva ciutat Nineveh, amb un estil poètic vívid.

## Vida
Nahum profetitzà cap a l'any 626 aC i l'única referència que tenim de la vida de Nahum és el lloc del seu naixement (Nahum 1, 1) on se l'anomena Nahum d'Elcoix (1, 1), és a dir, poble d'Elcos, situat, segon uns, a Galilea (Cafarnaüm), segon altres a Judea. No tan fundada és l'opinió que fos nascut a Alkosch, vila situada a prop de Mosul, on els nestorians veneren el seu sepulcre. Tanmateix, era un hebreu molt nacionalista i vivia entre els elkoshits en pau. Nahum, anomenat "l'Elkoshita", és el setè en ordre dels profetes menors. Segurament va viure al regne del sud, ja que els seus oracles es refereixen quasi sempre al Regne de Judà. Segurament era contemporani de Jeremies i de Sofonies, i és possible que col·laborés amb ells en la reforma religiosa que portà a terme el rei Josies cap a l'any 620 aC.

## Feina
Les escriptures de Nahum es poden entendre com una profecia o com una història. Una versió suggereix que les seves escriptures són un profecia escrita aproximadament l'any 615 aC, just abans de la caiguda d'Assíria. Mentre que uns altres autors diuen que va escriure aquest passatge com a litúrgia just després de la seva caiguda en 612 abans de Crist.
El llibre de Nahum va ser introduït com a poema complet i acabat:
| «                                                                       | Cap dels profetes menors sembla igualar la sublimitat, la vehemència i l'audàcia de Nahum: a més, la seva Profecia és un poema complet i acabat; El seu exordre és magnífic, i de fet majestuós; La preparació per a la destrucció de Nínive, i la descripció de la seva ruïna, i la seva grandesa, s'expressen en colors més vius, i posseeixen admirable perspicàcia i plenitud. | » |
| — Rev. John Owen, traductor, Calvin's Commentary on Jonah, Micah, Nahum | |   |

Nahum, prenent paraules del propi Moisès, va mostrar de manera general quin era el significat de "Déu és". Calví va argumentar que Nahum dibuixava a Déu a través del qual s'ha de veure la seva naturalesa, i "és d'aquesta visió més memorable, quan Déu va aparèixer a Moisès després del trencament de les taules".